# Eliptická křivka

Eliptické křivky, zobrazené na intervalu [-3;3] v obou souřadnicích; křivka pro parametry a = b = 0 není nesingulární, má nediferencovatelný (ostrý) bod

Eliptická křivka je hladká spojitá křivka v rovině určená rovnicí {\displaystyle y^{2}+2xy=ax^{3}+bx^{2}+cx+d}, což lze substitucí (transformací souřadnic) upravit na tzv. Weierstrassův tvar {\displaystyle y^{2}=x^{3}+ax+b}.
Pokud platí, že {\displaystyle 4a^{3}+27b^{2}=0}, kde a, b jsou koeficienty z Weierstrassova tvaru, pak není křivka nesingulární (má ostrý bod), a nejedná se tedy o eliptickou křivku. Na eliptické křivce můžeme definovat bod v nekonečnu, který se obvykle označuje jako bod O.
Eliptické křivky se používají v kryptografii. Mají také teoretický význam, zejména Tanijamova–Šimurova domněnka o souvislosti mezi eliptickými křivkami a modulárními formami byla klíčová pro důkaz velké Fermatovy věty.

## Eliptická křivka nad reálnými čísly

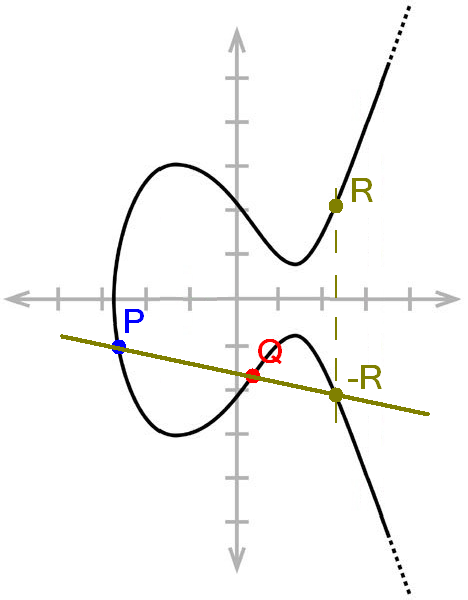
Sčítání bodů P, Q

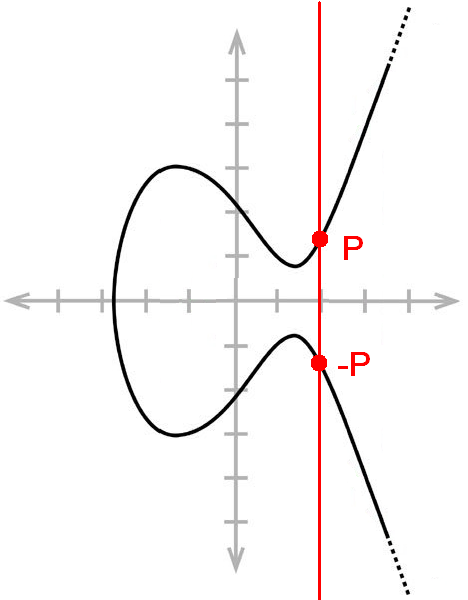
Sčítání bodů P, -P

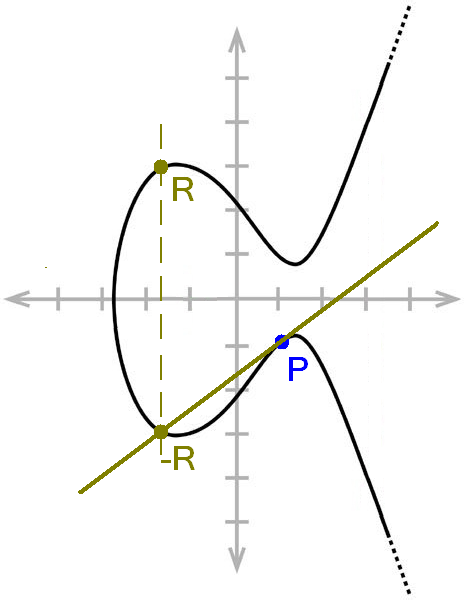
Zdvojnásobení bodu P

Eliptickou křivku nad reálnými čísly můžeme definovat jako skupinu souřadnic [x;y], které vyhovují rovnici {\displaystyle y^{2}=x^{3}+ax+b}, kde a, b, x, y ∈ {\displaystyle \mathbb {R} }.
Pokud je daná eliptická křivka nesingulární, může zformovat grupu.

### Sčítání bodů na eliptické křivce

#### Graficky
Grupy eliptických křivek jsou aditivní grupy, to znamená, že základní operace je zde sčítání. Sčítání dvou bodů na eliptické křivce je definováno geometricky.
Opačný bod k bodu P[x;y] je bod −P[x;−y], je tedy zobrazen osovou souměrností podle osy x. Ke každému bodu P existuje bod −P.
Předpokládejme, že body P a Q jsou dva různé body na eliptické křivce a že −P ≠ Q. Abychom tyto dva body sečetli graficky, musíme jimi proložit přímku, která eliptickou křivku protne ještě v právě jednom bodě. Tento bod můžeme nazvat −R. Obraz tohoto bodu je hledaný bod R, kde platí {\displaystyle R=P+Q}.
Pokud by platilo, že {\displaystyle -P=Q}, pak můžeme říct, že bod Q je opačný k bodu P, tedy že mají stejnou souřadnici x. Sečteme-li tyto dva body (proložíme-li jimi přímku), nezískáme další průsečík s eliptickou křivkou. Tato přímka však eliptickou křivku protne v nekonečnu v pomyslném bodu O, můžeme tedy říct, že {\displaystyle P+(-P)=O}.
Pokud by nastala situace, že {\displaystyle P=Q}, pak bychom mohli říct, že chceme bod P zdvojnásobit. Tuto operaci učiníme tak, že uděláme tečnu k eliptické křivce s bodem dotyku P. Tato tečna protne eliptickou křivku v právě jednom bodě, který můžeme nazvat −R, jeho obraz R je bod, který hledáme.
Pokud by nastala situace, kdy {\displaystyle P=Q} a {\displaystyle y=0}, jeho zdvojením tečna protne eliptickou křivku v nekonečnu v pomyslném bodě O, řekneme tedy, že {\displaystyle 2P=O}. Pokud bychom chtěli bod P ztrojnásobit, získáme opět bod P, neboť platí {\displaystyle 3P=2P+P=O+P=P}.

#### Algebraicky
Další možností, jak sčítat body na eliptické křivce, je použití algebraických výpočtů. Tento způsob je nutný například u kryptografie na bázi eliptických křivek.
V první řadě musíme určit směrnici přímky, na které leží body P a Q. Tuto směrnici s vypočítáme jako {\displaystyle {\textrm {tg}}\,\alpha }, {\displaystyle s={\frac {y_{p}-y_{q}}{x_{p}-x_{q}}}}.
Díky Viète-Newtonovým vztahům můžeme říct, že pokud Q ≠ −P, pak:

{\displaystyle x_{R}=s^{2}-x_{P}-x_{Q}}

{\displaystyle y_{R}=s(x_{P}-x_{R})-y_{P}}

Pro zdvojnásobení bodu P, kde {\displaystyle y_{P}\neq 0}, platí, že:

{\displaystyle s={\frac {3x_{P}^{2}+a}{2y_{P}}}}

{\displaystyle x_{R}=s^{2}-2x_{P}}

{\displaystyle y_{R}=s(x_{P}-x_{R})-y_{P}}

## Eliptická křivka nad tělesemFp{\displaystyle F_{p}}
Počítání nad reálnými čísly je pomalé a nepřesné z důvodu zaokrouhlování. Kryptografické aplikace potřebují přesné a rychlé výpočty, proto se v praxi používají eliptické křivky nad tělesem {\displaystyle F_{p}}.
Poznamenejme, že s tělesem {\displaystyle F_{p}} pracujeme jako s množinou zbytkových tříd modulo p, počítáme tedy s čísly 0 až {\displaystyle p-1}, a že končíme výpočet tehdy, když máme zbytek po dělení prvočíslem p v tomto rozmezí. Pro těleso {\displaystyle F_{23}} tedy počítáme s přirozenými čísly 0 až 22 a výsledkem matematických operací bude opět číslo v rozmezí 0 až 22.
Eliptická křivka nad tělesem {\displaystyle F_{p}} může být vytvořena z libovolných čísel a, b, která jsou však v tělese {\displaystyle F_{p}}. Eliptická křivka obsahuje všechny body o souřadnicích [x;y], které vyhovují rovnici {\displaystyle y^{2}\equiv x^{3}+ax+b\mod p}.
Pokud {\displaystyle 4a^{3}+27b^{2}\mod p\neq 0}, pak eliptická křivka může zformovat grupu.

### Sčítání bodů na eliptické křivce nad tělesemFp{\displaystyle F_{p}}
Sčítání bodů na eliptické křivce nad tělesem {\displaystyle F_{p}} již nelze provádět efektivně graficky, používá se pouze algebraický postup.
Algebraický postup se od sčítání na eliptické křivce nad reálnými čísly příliš neliší, veškeré rovnice pouze budeme uvažovat nad tělesem {\displaystyle F_{p}}, tedy modulo p.
Pro {\displaystyle -P\neq Q}:

{\displaystyle s\equiv {\frac {y_{P}-y_{Q}}{x_{P}-x_{Q}}}\mod p}

{\displaystyle x_{R}\equiv s^{2}-x_{P}-x_{Q}\mod p}

{\displaystyle y_{R}\equiv s(x_{P}-x_{R})-y_{P}\mod p}

Pro 2P:

{\displaystyle s\equiv {\frac {3x_{P}^{2}+a}{2y_{P}}}\mod p}

{\displaystyle x_{R}\equiv s^{2}-2x_{P}\mod p}

{\displaystyle y_{R}\equiv s(x_{P}-x_{R})-y_{P}\mod p}

Také opačné body se počítají modulo p, tedy pro P[x;y] máme −P[x;−y modulo p].

## Eliptické křivky nad m-bitovými řetězci
Prvky eliptických křivek nad {\displaystyle F_{2^{m}}} jsou m-bitové řetězce, tedy m je počet číslic, které můžeme použít, a 2 udává binární soustavu. Na této křivce je vždy konečný počet bodů.